# Tobias Wendl
Tobias Wendl  (Aken, 16 juni 1987) is een Duits rodelaar. Wendl vormt samen met Tobias Arlt een rodeldubbel. Zij wonnen in 2014 olympisch goud in het dubbel op de Olympische Winterspelen in Sotsji en samen met Natalie Geisenberger en Felix Loch wonnen ze ook de estafette. Wendl en Arlt zijn drievoudig wereldkampioen in het dubbel, tweemaal in de dubbel sprintwedstrijd en driemaal in de estafette. Samen wonnen ze viermaal het eindklassement van de wereldbeker.

## Resultaten

### Wereldkampioenschappen
| Jaar | Plaats      | Resultaat                                |
| ---- | ----------- | ---------------------------------------- |
| 2007 | Igls        | 9de dubbel                               |
| 2008 | Oberhof     | dubbel                                   |
| 2009 | Lake Placid | 7de dubbel                               |
| 2012 | Altenberg   | 4de dubbel                               |
| 2013 | Canada      | dubbel · landenwedstrijd                 |
| 2015 | Sigulda     | dubbel · landenwedstrijd                 |
| 2016 | Königssee   | dubbel · dubbel sprint · landenwedstrijd |
| 2017 | Igls        | dubbel · dubbel sprint                   |

### Olympische Winterspelen
| Jaar | Plaats      | Resultaat          |
| ---- | ----------- | ------------------ |
| 2014 | Sotsji      | dubbel · estafette |
| 2018 | Pyeongchang | dubbel · estafette |
| 2022 | Beijing     | dubbel             |

### Wereldbeker
| Seizoen   | Plaats |
| --------- | ------ |
| 2009/2010 | 4e     |
| 2010/2011 | Goud   |
| 2011/2012 | Zilver |
| 2012/2013 | Goud   |
| 2013/2014 | Goud   |
| 2014/2015 | Goud   |
| 2015/2016 | Zilver |
| 2016/2017 | Zilver |

1964: Josef Feistmantl / Manfred Stengl ·
1968: Klaus-Michael Bonsack / Thomas Köhler ·
1972: Paul Hildgartner / Walter Plaikner & Horst Hörnlein / Reinhard Bredow ·
1976: Hans Rinn / Norbert Hahn ·
1980: Hans Rinn / Norbert Hahn ·
1984: Hans Stanggassinger / Franz Wembacher ·
1988: Jörg Hoffmann / Jochen Pietzsch ·
1992: Stefan Krauße / Jan Behrendt ·
1994: Kurt Brugger / Wilfried Huber ·
1998: Stefan Krauße / Jan Behrendt ·
2002: Patric Leitner / Alexander Resch ·
2006: Andreas Linger / Wolfgang Linger ·
2010: Andreas Linger / Wolfgang Linger ·
2014: Tobias Wendl / Tobias Arlt ·
2018: Tobias Wendl / Tobias Arlt ·
2022: Tobias Wendl / Tobias Arlt
2014: Geisenberger/Loch/Wendl/Arlt ·
2018: Geisenberger/Ludwig/Wendl/Arlt